# Germain-Jean Drouais

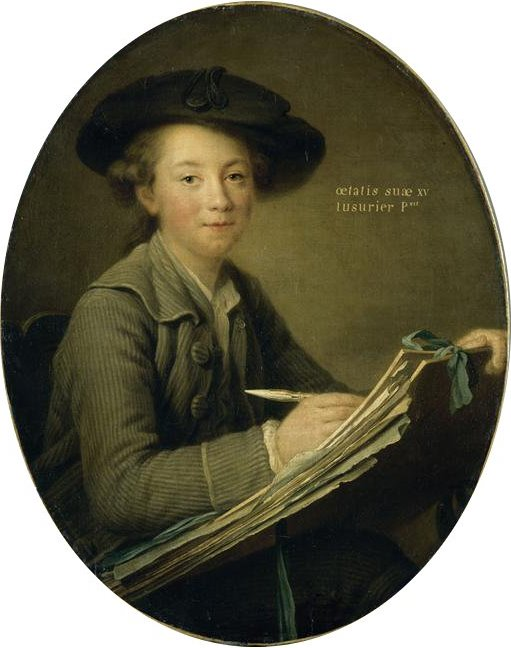
Germain-Jean Drouais, Gemälde von Catherine Lusurier

Germain-Jean Drouais [ʒɛrˌmɛ̃ ˌʒɑ̃ druˈɛ] (häufig auch Jean-Germain Drouais; * 25. November 1763 in Paris; † 13. Februar 1788 in Rom) war ein französischer Maler.

## Leben
Drouais war das dritte Kind des Malers François-Hubert Drouais (1727–1778) und dessen Frau Anne Françoise (geborene Doré) und Enkel des Malers Hubert Drouais und der Marie Marguerite (geborene Lusurier; † 11. Dezember 1771). Er hatte drei Geschwister, die alle in jungem Alter starben.
- Hubert-Léopold Drouais (22. April 1759 – 10. Januar 1762)
- Marie-Anne-Louise Drouais (22. Dezember 1762 – 3. September 1776)
- Pierre-Marie Drouais (11. Juli 1769 – 22. Mai 1775)

Drouais wurde zunächst von seinem Vater und von dem Maler Nicolas Guy Brenet (1728–1792) unterrichtet, ehe er 1780 in das Atelier  Jacques-Louis Davids eintrat, den er 1784 nach Rom begleitete. Zugleich besuchte er die Académie des Beaux-Arts. 1782 fertigte er für Kirche Saint-Roch in Paris eine Rückkehr des verlorenen Sohnes an und nahm 1783 mit dem Gemälde die Auferweckung des Jünglings von Naim an einer Konkurrenz um den Prix de Rome teil. Doch war er mit seiner Arbeit unzufrieden und zerschnitt die Leinwand, ohne das Urteil der Akademie abzuwarten. Den ausgeschnittenen Teil brachte er zu David, der ihm vorwarf, durch sein unüberlegtes Handeln einem anderen den Preis überlassen zu haben.
Ermutigt durch seinen Lehrer beteiligte er sich 1784 erneut an einer solchen Konkurrenz und wurde für sein Bildnis Christus und die Ehebrecherin mit dem Rompreis 1. Klasse belohnt. Direkt im Anschluss begab er sich mit David nach Rom, wo sie am 7. Oktober 1784 ankamen. Er erkrankte an einem gefährlichen Fieber und dem durch die Ärzte durchgeführten Aderlass, der seinen Körper zusätzlich schwächte, und starb im Alter von 24 Jahren in Rom.

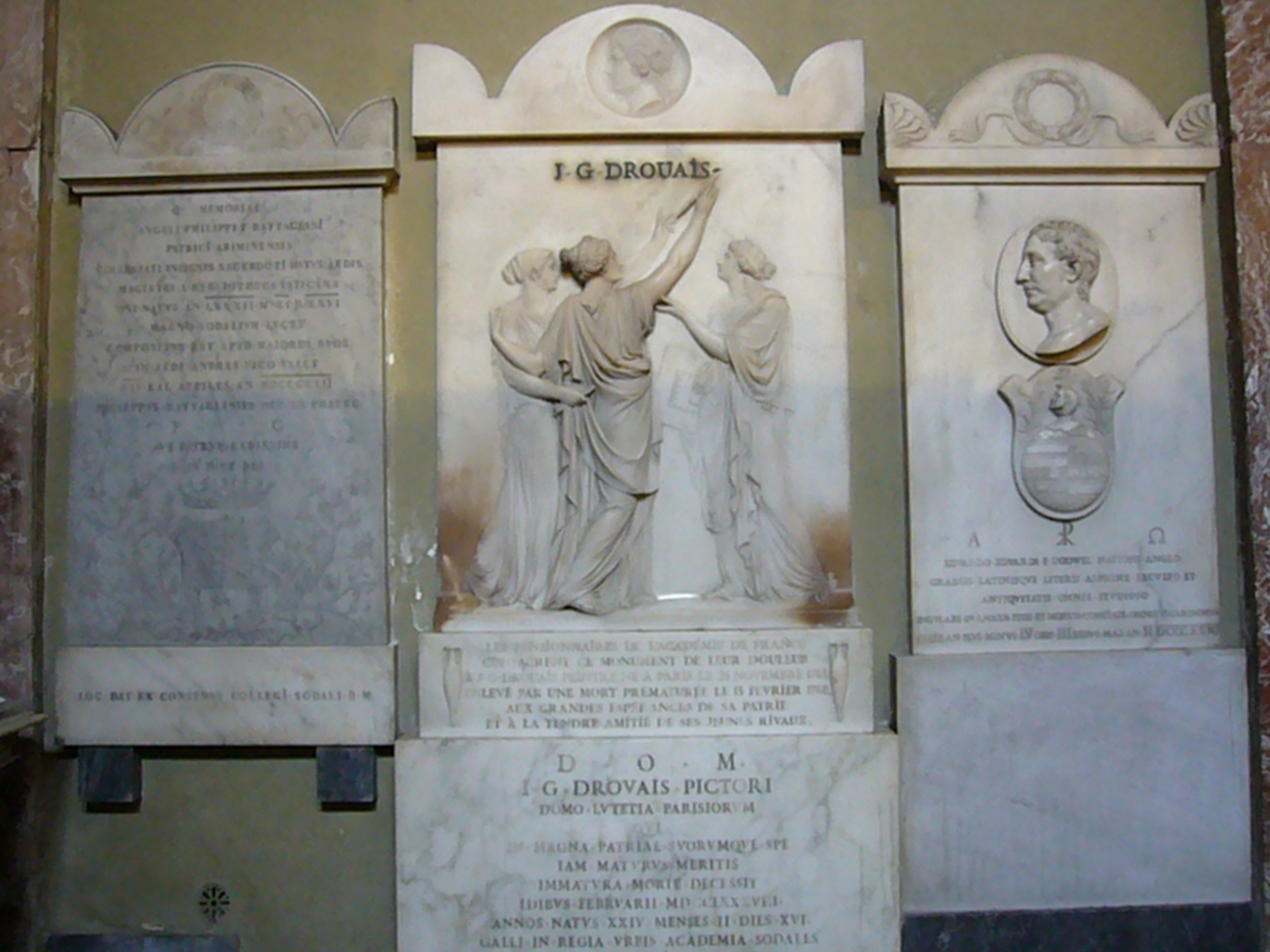
Grabdenkmal

Claude Michallon (1751–1799) fertigte im Jahr 1789 die Plastik für sein Grabdenkmal in der Kirche Santa Maria in Via Lata in Rom. Jean Baptiste Mauzaisse (1784–1844) stach ein Bildnis von ihm und Catherine Lusurier (1752–1781) fertigte sein Porträtbild.

## Werke (Auswahl)

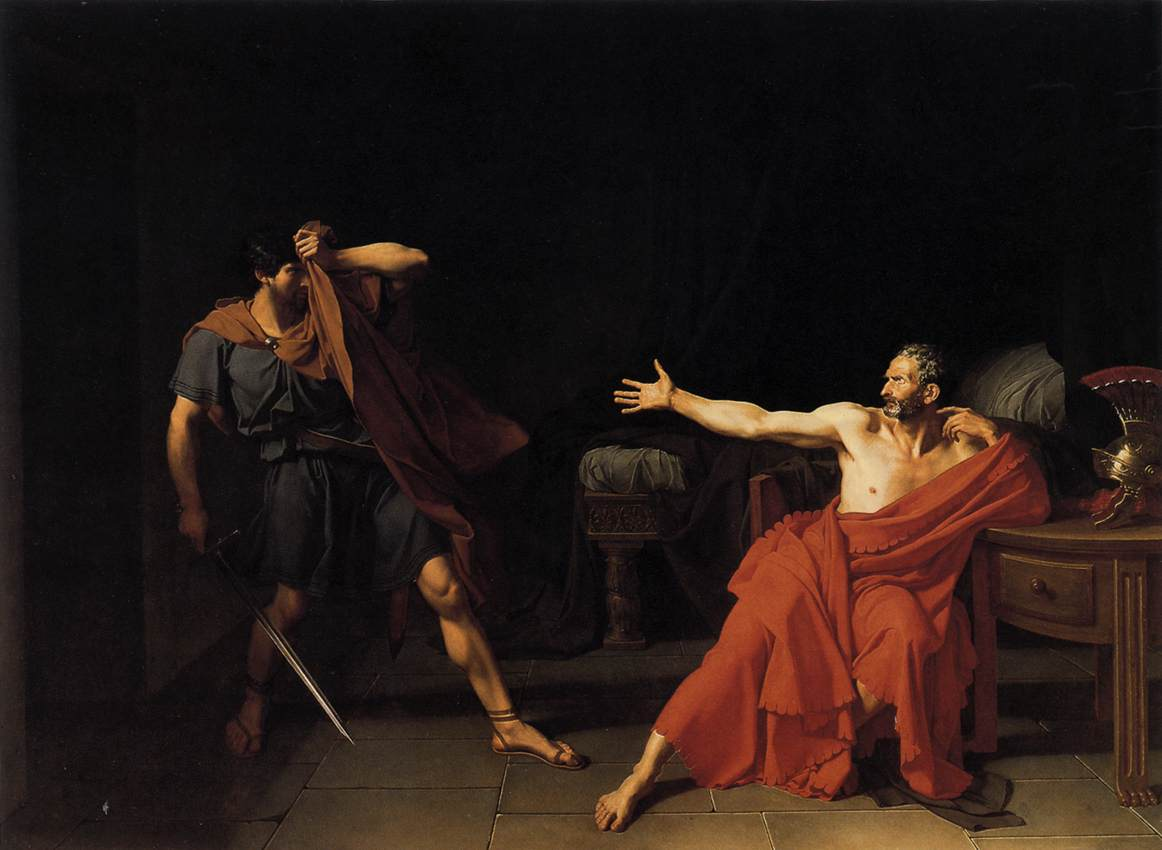
Marius in Minturnae

- 1872: Rückkehr des verlorenen Sohnes
- 1785: Der sterbende Gladiator (Museum Rouen)
- 1786: Marius im Gefängnis in Minturnae (Louvre)
- Philoktet auf Lemnos (unvollendet, Museum Chartres)
- Cajus Gracchus (unvollendet, Museum Lille)